# Международная премия Ким Ир Сена
Международная премия Ким Ир Сена — награда, присуждаемая за вклад в изучение и распространение идей чучхе. Названа в честь Ким Ир Сена, первого высшего руководителя КНДР.
Премия была учреждена 19 марта 1992 года по инициативе бывшего гендиректора Международного института идей чучхе Вишваната (индийца).
Присваивается видным политическим, общественным деятелям, учёным, приверженцам идей чучхе за особый вклад в превращение мира в независимый, в дело мира и дружбы, прогресса и развития человечества по решению Совета Кимирсенской международной премии. Атрибутика состоит из грамоты, медали и кубка (ювелирное изделие).

## Совет
Совет Кимирсенской международной премии организует и проводит работу по рекомендации и решению о награждении кандидата лауреата и вручению премии.
Совет официально зарегистрирован в Индии, а его штаб-квартира находится в Нью-Дели. Он состоит из одного секретаря и семи членов. Состав совета не обнародован.

## Лауреаты
- Сюхати Иноуэ[яп.], первый получатель[3].
- Вишванатх[3], 13 апреля 2002 года[2].
- Ким Чен Ир[3], 16 февраля 2007 года[4].
- Нородом Сианук, 29 марта 2012 года[5].
- В 2014 году президент Уганды Йовери Мусевени был номинирован на премию, но отказался её принять[6].
- В 2016 году премия была присуждена российскому писателю А. А. Проханову[7].
- Рамон Хименес Лопес[исп.] (6 апреля 2018 года)[8]